# Aridarum purseglovei
Aridarum purseglovei là một loài thực vật có hoa trong họ Ráy (Araceae). Loài này được (Furtado) M.Hotta mô tả khoa học đầu tiên năm 1965.